# 玛丽·香农
玛丽·香农（英語：Mary Shannon，1944年2月12日—），英国乒乓球运动员。她曾在世界乒乓球锦标赛上获得3枚铜牌。